# 1972年夏季奥林匹克运动会荷属安的列斯代表团
1972年夏季奥林匹克运动会荷属安的列斯代表团是荷属安的列斯派出的1972年夏季奥林匹克运动会代表团。